# Невахович, Лев Николаевич
Лев Никола́евич [фон] Невахо́вич (Лейб Не́вахович; 26 июля 1776, Летичев — 1 августа 1831, Санкт-Петербург) — русский писатель еврейского происхождения, финансовый чиновник по основной службе, важная фигура еврейского Просвещения, масон; отец братьев Александра и Михаила Неваховичей, дед (по материнской линии) братьев Льва и Ильи Мечниковых.

## Биография
Из мещан. Получив традиционное домашнее образование, после женитьбы переехал в дом жены в Звягель, где, среди прочего будучи секретарём кагала, изучил русский язык. Знал иврит и основные европейские языки. В середине 1790-х годов оставил семью и переехал в Шклов, где сблизился с кружком гебраиста И. Цейтлина. В конце 1790-х вместе со своими друзьями А. И. Перетцем (зятем Цейтлина и своим бывшим учеником) и Нотой Ноткиным приехал в Санкт-Петербург. Работал переводчиком, в частности, переводил на русский язык важные документы по делу любавического хасидского цадика Шнеера Залмана, когда тот находился под следствием.
С 1803 года на службе в ведомстве министерства финансов. Кроме того, занимался и коммерческими делами, в том числе военными поставками. В 1806 году, крестившись, перешёл в лютеранство, после чего получил чин коллежского регистратора и потомственное дворянство. Член петербургской масонской ложи «Петра к истине», члены которой общались по-немецки.
В 1813 году вместе с Н. Н. Новосильцевым переехал в Варшаву, служил при министерстве финансов Царства Польского в чине титулярного советника. С 1814 года главный поставщик продовольствия и фуража для русской армии в Польше. 26 апреля 1816 года взял в аренду фабричное помещение на кладбище на Повонзках, включавшее пивоварню, спирто-водочное производство, водяную мельницу, постоялый двор и другие заведения. 8 июня того же года, благодаря поддержке Новосильцева, получил право на управление (откуп) табачной монополии в Царстве Польском, её держатель до 1830 года (контора табачных фабрик расположилась в фабричном помещении на Повонзках). Впоследствии выстроил новые табачные фабрики в Повонзках, Кросневице, Люблине и Августове. В 1817 году получил в аренду кошерный доход в Мазовецком воеводстве. В 1818—1821 годах управлял потребительской монополией (продажа спиртных напитков и мяса) в Варшаве. В 1822 году купил трёхэтажный каменный особняк с двумя флигелями, конюшнями и другими пристройками, а также английским садом на улице Длуга; в 1820-е годы он приобрёл ещё несколько особняков в Варшаве. Собрал обширную библиотеку художественной и философской литературы на разных языках, в которой преобладали русские литераторы. Один из самых богатых людей в Польше того времени.
Имея досуг, успел проявить своё литературное дарование и прекрасное знакомство с европейскими языками в ряде драматических произведений, а также сочинений философского, богословского, критического содержания и переводов.
16 октября 1830 года, менее чем за две недели до ноябрьского восстания 1830 года, покинул Варшаву, захватив с собой деньги и ценности. Дома и оставшееся в Варшаве имущество были разграблены во время восстания.
Умер в Петербурге, был похоронен на Волковском лютеранском кладбище.

## Семья
Дети от первого брака (двое сыновей и дочь, согласно завещанию от 25 июня 1831 года) — Ноех-Фишель Петербургский, Нисен и Яхна-Чижа, проживали в Житомире. Звучание имён детей показывает, что первый брак Неваховича был традиционным, еврейским.
Вторая жена — Екатерина Самойловна Михельсон (1790 — 4 октября 1837), уроженка Новогруда, как и муж лютеранского вероисповедания. Семья жила до переезда в Варшаву в петербургском районе Коломна.
- Сын — Александр (1810—1880), драматург, заведующий репертуарной частью Императорских театров в 1837—1856 годах; сын Ал. Неваховича — Николай (1835—1901), морской офицер, вице-адмирал.
- Дочь — Эмилия (1814—1879), замужем за помещиком Харьковской губернии Ильёй Ивановичем Мечниковым (1810–1878), потомком молдавского боярина Николая Милеску-Спафария. В браке имела дочь Екатерину (в браке Яблонскую; 1833–1898)[11] и четырёх сыновей, в их числе наиболее известны двое: анархистский мыслитель Лев Мечников и биолог Илья Мечников.
- Сын — Михаил (1817—1850), карикатурист, издатель первого в России юмористического сборника «Ералаш» (СПб., 1846—1849).
- Сын — Николай (1819—?), как и старшие братья был членом петербургского Общества танцоров поневоле[12].

Два последних сына родились в Варшаве.

## Литературная деятельность

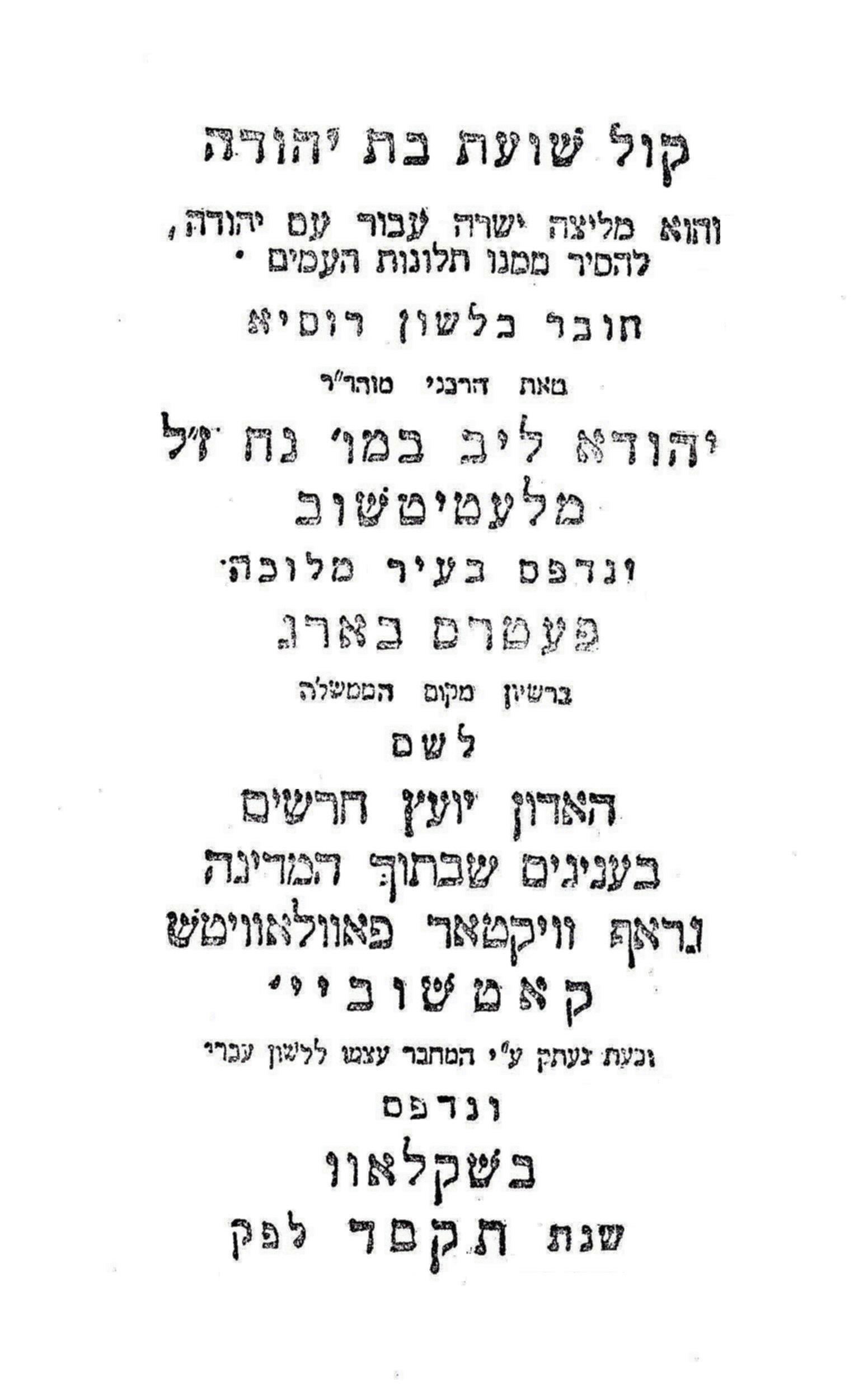
Титульный лист: Иехуда-Лейб, сын Нояха из Летичева. «Кол шав‘ат бат Иехуда», 1804

В литературной деятельности Невахович был представителем Гаскалы (еврейского Просвещения), с философской точки зрения на него большое влияние оказал основатель Гаскалы Мозес Мендельсон. Большую известность получил его трактат «Вопль дщери иудейской» (1803), призывавший к равноправию евреев и усвоению ими богатств европейской культуры, а также философское сочинение «Человек в природе, переписка двух просвещенных мужей» (1804). В 1804 году в Шклове опубликовал авторскую переработку книги «Вопль дщери иудейской» на иврите («Кол шав‘ат бат Иехуда»).
Невахович много выступал как драматург и переводчик (перевод со шведского языка пятиактной трагедии «Оден, царь скифский», 1810, оригинальная драма «Меч правосудия», 1832, посмертно). В 1810 году участвовал как консультант по «еврейской словесности» в написании трагедии А. А. Шаховского «Дебора» (в то время он жил в доме князя). Литературные враги Шаховского охотно эксплуатировали этот эпизод, так, в коллективной кантате «Венчание Шутовского», которая сохранилась в лицейском дневнике Пушкина, есть строки, где от лица «Шутовского» говорится:
Еврей мой написал Дебору,

А я списал.
Невахович написал также пьесу «Сулиоты, или Спартанцы XIX столетия» к визиту представителя греческих повстанцев в Петербург. Александр I наградил его за эту пьесу золотым перстнем.
Из других произведений:
- «Примечания на рецензию касательно опыта российской истории Елагина» (1806), перевод из Гердера:
- «Мысли, относящиеся к философической истории человечества» (1829).